# SDHAF2
SDHAF2 (англ. Succinate dehydrogenase complex assembly factor 2) – білок, який кодується однойменним геном, розташованим у людей на короткому плечі 11-ї хромосоми. Довжина поліпептидного ланцюга білка становить 166 амінокислот, а молекулярна маса — 19 599.
| 10         |  | 20         |  | 30         |  | 40         |  | 50         |
| ---------- |  | ---------- |  | ---------- |  | ---------- |  | ---------- |
| MAVSTVFSTS |  | SLMLALSRHS |  | LLSPLLSVTS |  | FRRFYRGDSP |  | TDSQKDMIEI |
| PLPPWQERTD |  | ESIETKRARL |  | LYESRKRGML |  | ENCILLSLFA |  | KEHLQHMTEK |
| QLNLYDRLIN |  | EPSNDWDIYY |  | WATEAKPAPE |  | IFENEVMALL |  | RDFAKNKNKE |
| QRLRAPDLEY |  | LFEKPR     |  |            |  |            |  |            |

A: Аланін

C: Цистеїн

D: Аспарагінова кислота

E: Глутамінова кислота

F: Фенілаланін

G: Гліцин

H: Гістидин

I: Ізолейцин

K: Лізин

L: Лейцин

M: Метіонін

N: Аспарагін

P: Пролін

Q: Глутамін

R: Аргінін

S: Серин

T: Треонін

V: Валін

W: Триптофан

Кодований геном білок за функцією належить до шаперонів. 
Локалізований у мітохондрії.